# Signy-l'Abbaye
Signy-l'Abbaye è un comune francese di 1 395 abitanti situato nel dipartimento delle Ardenne nella regione del Grand Est.

## Società

### Evoluzione demografica
Abitanti censiti